# Solana de los Barros
Solana de los Barros és un municipi de la província de Badajoz, a la comunitat autònoma d'Extremadura.